# 鄭之珍
鄭之珍（1518年—1595年）明代戲劇家，祁門清溪人，篤信佛教，一生宣揚佛理、勸人為善，以正社會風氣。1579年，在變文的基礎上撰寫《目連救母勸善戲文》，分上、中、下3卷，共一百零二齣，廣泛流傳於民間，成為今日之“祁門目連戲”。